# 7,62 × 25 mm Tokarev
El 7,62 × 25 mm Tókarev es un cartucho agolletado para pistola usado ampliamente por la antigua Unión Soviética y sus aliados.

## Diseño
El cartucho es en principio la versión soviética del 7,63x25mm Mauser. Sus dimensiones son muy similares, de hecho, algunas armas diseñadas para el 7,62x25mm Tokarev pueden usar ambos cartuchos, pero la inversa no es recomendable debido a que el cartucho Tokarev funciona con una presión mucho mayor.
Los soviéticos produjeron una amplia gama de cargas para este cartucho para usar en subfusiles. Sin embargo, muchas armas recamaradas para este cartucho han sido declaradas obsoletas y retiradas de los inventarios, aunque algunas unidades de Rusia y (principalmente) en China lo mantienen en uso, en lugar del más popular 9 mm Makarov actualmente en uso.
El 7,62 Tókarev es usualmente más potente que la versión de Mauser, y puede dañar las armas recamaradas para el 7,63 mm Mauser.

## Rendimiento
El cartucho tiene una velocidad promedio de alrededor de 400 m/s, y unos 600 julios de energía. La carga normal produce un fogonazo fuerte y luminoso cuando se dispara en pistolas, que sorprende a eventuales espectadores.
El arma más notable que usó este cartucho fue la pistola Tokarev TT-33, además de numerosos subfusiles, incluidos los PPD-40, PPSh-41, y PPS-43 soviéticos, y los Vz.24, Vz.26 (CZ-25) checoslovacos, K-50M, y PP-19 Bizon.
Medidas
- Peso del cartucho: 7,8 g
- Cuello: 8,4 mm
- Hombro: 9,4 mm
- Base: 9,7 mm
- Culote: 9,9 mm
- Vaina: 25mm
- Largo total: 34 mm
- Paso de estrías: 1:250 mm

Prestaciones
- Peso de la bala: 5,8 g
- Velocidad: 409 m/s
- Energía: 488 julios

## Variantes notables
Una de las modificaciones del cartucho de servicio soviético fue hecha en Checoslovaquia, para la pistola Vz. 52 (también conocida como CZ-52) especialmente reforzada. Este cartucho, llamado Czech M48, operaba a presiones más altas que el cartucho Tokarev estándar, mejorando la balística. Sin embargo, esta carga más potente representa un gran riesgo de daño para las armas que no fueron diseñadas para soportar esa presión. El 7,62mm Tipo P chino es un cartucho con carga subsónica diseñado específicamente para usar en armas con silenciador.

## Sinónimos
- 7,62mm Type P
- 7,62mm Tokarev
- 7,62x25mm TT
- 7,62 x 25 Tokarev
- .30 Tokarev
- Czech M48

## Armas

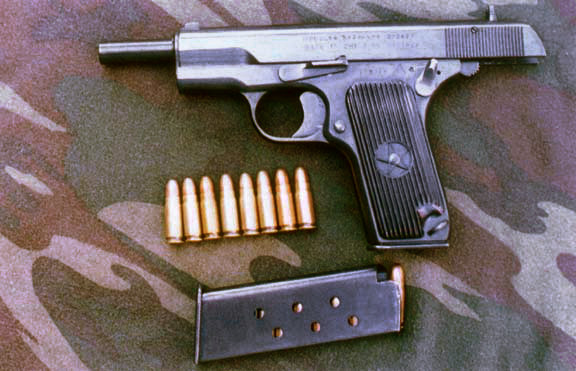
Copia china de la TT-33 llamada Tipo 54, con munición 7,62 x 25 Tókarev.

A pesar de que el 7,62x25mm fue muy usado en el Bloque del Este, sigue siendo un cartucho relativamente desconocido en Occidente. Sin embargo, después de la Guerra Fría, muchas armas, especialmente pistolas, fueron exportadas a Occidente, donde la munición está actualmente en producción. Armas producidas para este calibre incluyen pistolas como la TT-33, Vz. 52, la OTs-27 Berdysh rusa (reforzada); subfusiles como los PPD-40, PPSh-41, PPS-43 y OTs-39 soviéticos, los vz. 24, vz. 26 checos, el K-50M norvietnamita; los MAS-38 (MAS Mle 1938) y MAT-49 franceses modificados por el Viet Minh; y el Zastava M56 yugoslavo, un subfusil similar en apariencia al MP40 alemán.

## Véase también

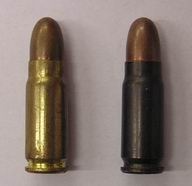
cartuchos 7,62mm Tókarev. Izq.: encamisada estándar. Derecha: cartucho militar perforante.

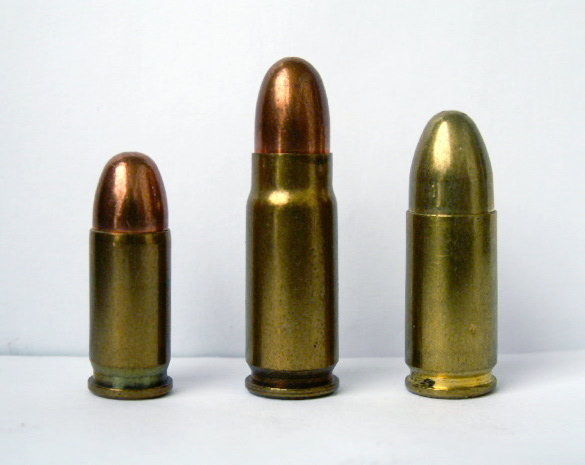
Comparación entre el 7,65mm Browning, 7,62 Tókarev, y el 9mm Parabellum.

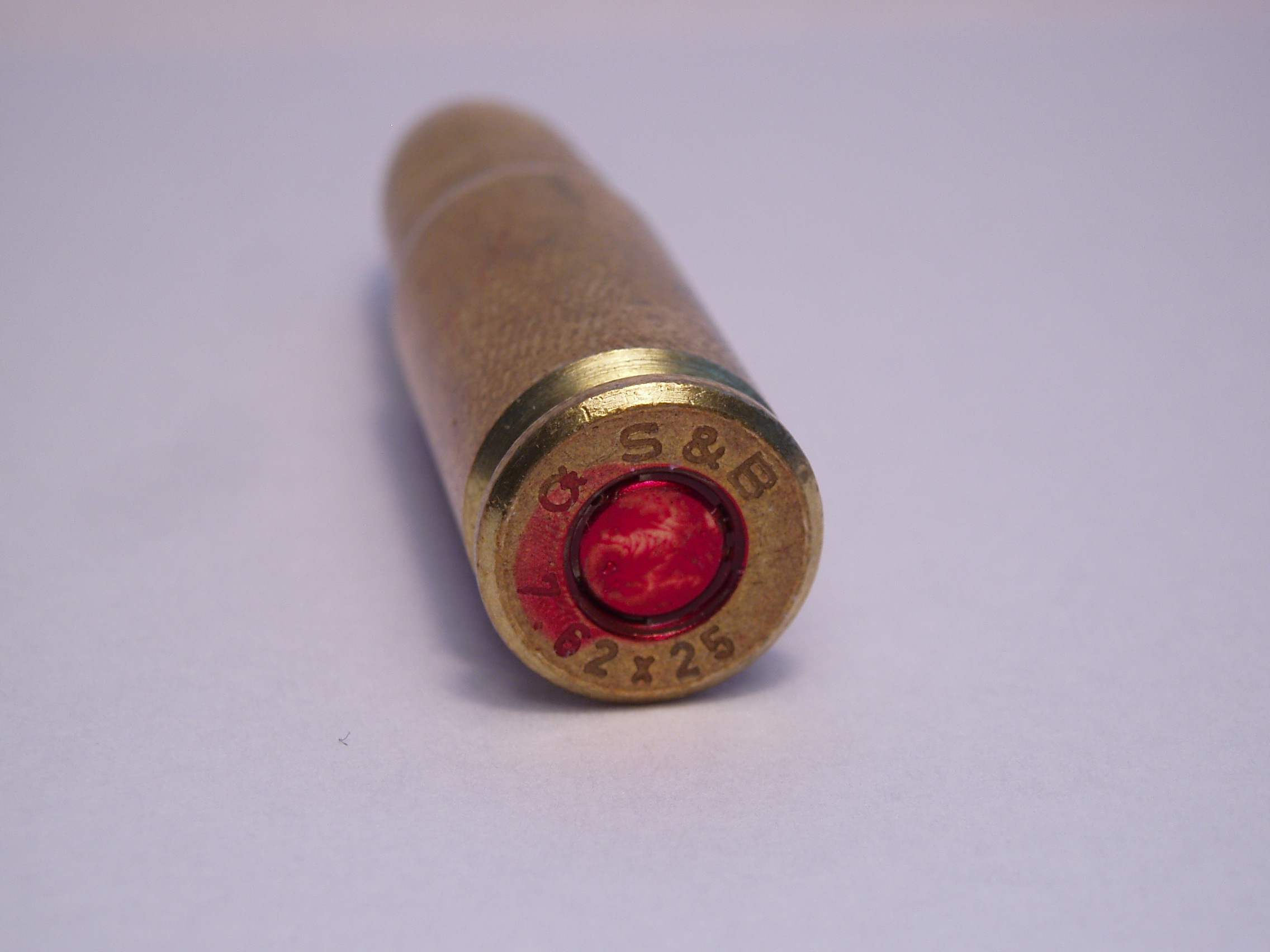
Vista del culote de un cartucho 7,62 Tókarev de la fimra Sellier & Bellot.